# Línea arcuata del hueso ilion

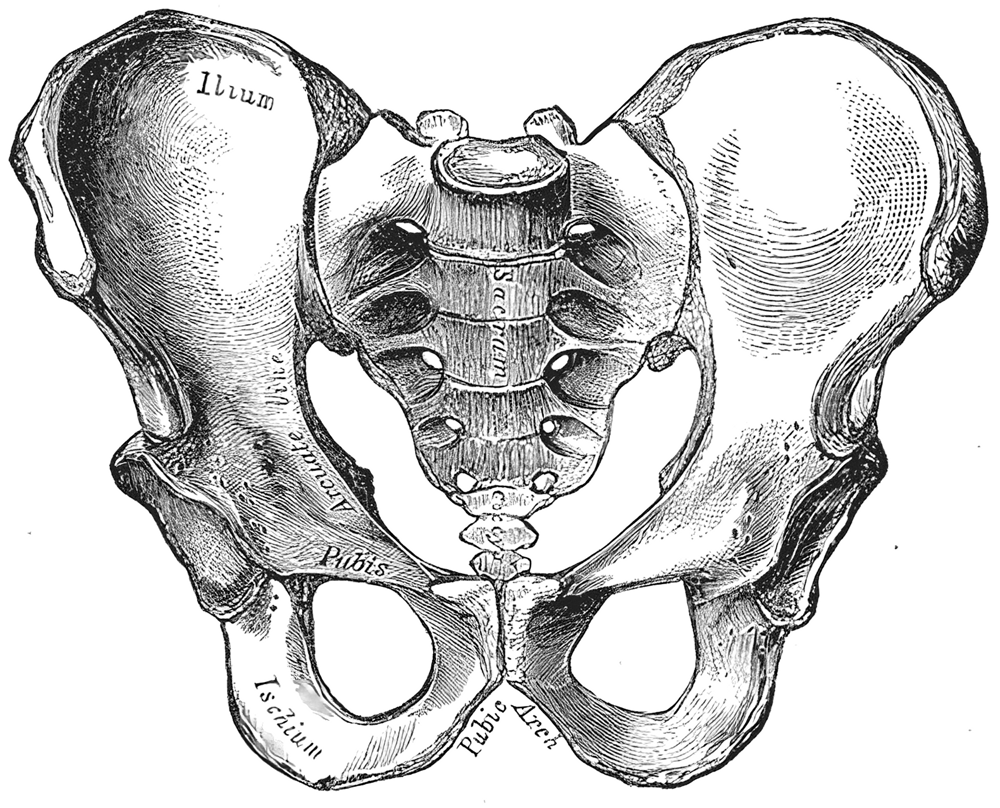
Pelvis masculina, línea arcuata tallada sobre el cuerpo del ilion izquierdo.

En anatomía humana, al referirse a la pelvis, se emplea el término línea arcuata, también llamada línea arqueada o línea innominada, para describir una línea imaginaria, semilunar sobre la superficie interna y postero-lateral del ilion.

## Composición
La línea arcuata se localiza inmediatamente inferior—por debajo—de la fosa o región ilíaca y el músculo ilíaco y tiene un trayecto de dirección inferior, anterior y luego medial—hacia la línea media del cuerpo. En combinación con la línea pectínea, forma la línea iliopectínea. Comienza en la articulación sacro-ilíaca y recorre el borde pélvico en la unión del cuerpo y el ala del sacro.

## Otros usos
Se denomina línea arcuata igualmente a una línea formada por las aponeurosis de los músculos abdominales, sitio por donde hace entrada la arteria epigástrica y un punto de debilidad en la aparición de ciertas hernias.